# Honeybus
Gli Honeybus sono stati una pop band inglese attiva tra il 1967 ed il 1973.

## Storia della band
Assai amati dalla critica britannica, raggiunsero l'apice della popolarità grazie al singolo I Can't Let Maggie Go, brano composto dal cantante-tastierista Pete Dello che giunse sino al n. 8 delle classifiche inglesi, restando nelle Top 40 per oltre due mesi. In questa fase ottennero anche la copertina della rivista musicale Disc and Music Echo.  Il pezzo divenne anche un successo in Italia con il titolo Un angelo blu, cantato dall'Equipe 84. Nel 1969 gli Honeybus incisero anche un brano in italiano, intitolato La cicogna, che non ebbe successo.
Tuttavia, da lì in avanti, tra cambi di formazione ed una direzione musicale alquanto incerta, non furono più in grado di ripetere quel successo nonostante la produzione copiosa di 45 giri.
Prima di sciogliere il gruppo, incisero l'album Story, pubblicato postumo nel 1970, lavoro di modesto impatto commerciale seppur molto acclamato dalla critica inglese.
I componenti della band diedero inizio a carriere solistiche con alterne fortune (in particolare, negli anni ottanta il batterista Pete Kircher riuscì a divenire per qualche tempo membro ufficiale degli Status Quo), riunendo la band solo nel 2003 per una fugace apparizione in una televisione olandese.
La band viene annoverata tra quelle numerosissime da One-hit wonder, cioè il tipico gruppo capace di sfornare un solo vero grande successo senza la capacità di saperlo replicare.

## Formazione
La più nota formazione della band comprendeva:
- Pete Dello (vero nome, Peter Blumson, 1943, Highbury, North London) — (voce, tastiere, chitarra)
- Ray Cane (vero nome Raymond Byart, 1945, Hackney, East London) — (voce, basso, tastiere)
- Colin Hare (vero nome, Colin Nicholas Nicol, 4 giugno 1946, Combe, Bath, Somerset) — (chitarra ritmica, voce)
- Pete Kircher (vero nome, Peter Kircher, 21 gennaio 1945, Folkestone, Kent) — (percussioni, voce)
- Jim Kelly (vero nome, James Kelly, 19 dicembre 1946, Dundee, Scozia – deceduto 26 dicembre 1995, Dundee, Scozia — (chitarra, voce)

## Discografia

### Album
- Story (1970)
- Recital (1973, mai pubblicato)

### Raccolte
- Honeybus at Their Best (1989)
- Old Masters, Hidden Treasures (1993)
- At Their Best (1997)
- The Honeybus Story (1999)
- She Flies Like a Bird: the Anthology (2002, contenente anche inediti)